# وایوس کاراگیانیس
وایوس کاراگیانیس (یونانی: Βάιος Καραγιάννης؛ زادهٔ ۲۵ ژوئن ۱۹۶۸) بازیکن سابق و مربی فوتبال اهل یونان است.
از باشگاه‌هایی که در آن بازی کرده‌است می‌توان به باشگاه فوتبال آ. ا. ک آتن اشاره کرد.
وی همچنین در تیم ملی فوتبال یونان بازی کرده‌است.